# James Spensley
James Richardson Spensley (Stoke Newington, 17 de maig de 1867 – Magúncia, 10 de novembre de 1915), fou metge, jugador i entrenador de futbol del Genoa CFC. Va ser cofundador dels escoltes italians.

## Biografia

### Els seus primers anys
Fill de William Spensley, un sacerdot de Stoke Newington, i Elisabeth Alice Richardson, va néixer l'any 1867 a Stoke Newington, un districte de Londres, la capital d'Anglaterra. En l'institut va exercir de porter en l'equip reserva del Sunderland AFC. Va estudiar medicina, es va llicenciar el 1891 i va realitzar les pràctiques de cirurgià a l'Hospital Medical College de Londres.
Va tenir l'oportunitat de viatjar, com a metge de vaixell, i va començar a aficionar-se a la religió oriental, els idiomes, la boxa i sobretot el futbol. A més de treballar com a metge, va exercir algun temps com a corresponsal del diari britànic Daily Mail.

### Jugador del Genoa
Com a metge va arribar a Gènova l'any 1896, per tenir cura dels mariners britànics dels vaixells carboners. A la capital de la Ligúria va organitzar partits de futbol, entre els tripulants dels vaixells britànics i també entre els treballadors del port. Conegut com o mego ingleize (el doctor anglès) va fitxar pel Genoa i tenint en compte la seva capacitat d'organització, va ser nomenat capità de l'equip de futbol. Un dels seus mèrits va ser que el Genoa permetés que els italians també poguessin formar part del club, que fins aleshores estava reservat a jugadors britànics. En aquells anys en el Genoa es practicava atletisme, criquet i futbol i el Doctor Spensley va ser important per valorar i prioritzar el futbol en l'entitat.
Spensley va ser també un dels promotors per organitzar el primer partit de futbol entre els representants de ciutats italianes. Aquest partit es va dur a terme el 6 gener 1898 entre el Genoa i un equip mixt de jugadors d'equips de Torí, el Internazionale Torino i el Torinese. Aquest partit va establir les bases per altres partits entre diverses ciutats italianas i per de la possibilitat d'unir tots els equips de futbol italians en una sola entitat, que després seria la Federació Italiana de Futbol (FIGC). També va ser qui va proposar el canvi de nom del Genoa Cricket & Athletic Club a Genoa Cricket and Football Club.
Spensley va formar part de la plantilla que va jugar, i guanyar, el primer campionat italià de futbol, l'any 1899, jugant com a porter i també com a defensa. Va estar al Genoa fins al 1907, combinant també les tasques d'entrenador i jugador alhora, tot i que en el darrer any només va fer d'entrenador. Va guanyar els campionats de 1900, 1902, 1903 i 1904. També amb el Genoa va guanyar en set ocasions la Copa Palla Dapples.

### Fundador dels escoltes italians
Abans d'establir-se a Gènova, Spensley va conèixer a Robert Baden-Powell, fundador delmoviment escolta mundial. L'any 1910 es va crear a Gènova, l'associació Juventus Juvat, coneguda com le Gioiose (l'alegre),impulsada per Mario Mazza. El mateix Mazza, juntament amb Sir Francis Vane i James Spensley van fundar l'any 1911, l'associació d'escoltes Ragazzi Esploratori Italiani (REI).

### Mor a la Primera Guerra Mundial
Durant la Primera Guerra Mundial Stansley es va allistar al Cos Mèdic de l'Exèrcit Real Britànic, i va arribar al grau de tinent, treballant en el camp de la medicina. Va ser ferit en el camp de batalla mentre atenia les ferides d'un soldat alemany. Va ser traslladat a un hospital de Magúncia, on va morir el 10 novembre de 1915. La seva tomba va ser descoberta al cementiri aliat de Niederzwehren a Kassel per dos estudiants genovesos l'any 1990.

## Homenatges
La Federació Italiana de Futbol va atorgar entre 1904 i 1908, al campió de lliga, l'anomenada Coppa Spensley, en homenatge a James Spensley per la seva contribució al futbol italià.
Des de l'any 1993, el Genoa CFC organitza l'anomenat Torneo Internazionale Giovanile del Centenario James Spensley-Coppa Giusseppe Picardo, un torneig de futbol, en homenatge a Spensley, destinat a les categories inferiors i amb la voluntat de fomentar entre els joves futbolistes, valors que havia preconitzat el mateix Spensley, com l'amistat, la solidaritat, la fraternitat i l'esportivitat.

## Palmarès
Lliga italiana de futbol:
- Genoa 1899
- Genoa 1900
- Genoa 1902
- Genoa 1903
- Genoa 1904